# 賈-洛博州
2°56′N 12°00′E / 2.933°N 12.000°E

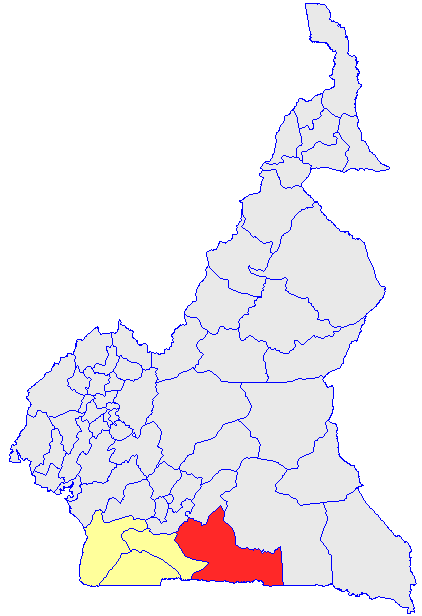

賈-洛博州（法語：Dja-et-Lobo），是喀麥隆的58個州份之一，位於該國南部，由南部區負責管轄，西面是姆維拉州，面積19,911平方公里，2001年人口173,219，人口密度每平方公里8.7人。